# Кусакан
Кусака́н (каз. Құсаққан) — село у складі Житікаринського району Костанайської області Казахстану. Входить до складу Більшовицького сільського округу.
Населення — 74 особи (2021; 288 у 2009, 287 у 1999, 351 у 1989).